# Dalskogs landskommun
Dalskogs landskommun var en tidigare kommun.

## Administrativ historik
Kommunen inrättades i Dalskogs socken i Nordals härad i Dalsland när 1862 års kommunalförordningar trädde i kraft 1863.
Landskommunen upphörde vid kommunreformen 1952, då den gick upp i Kroppefjälls landskommun, som 1969 uppgick i Melleruds köping som 1971 ombildades till Melleruds kommun.

## Politik

### Mandatfördelning i Dalskogs landskommun 1938-1946
| 4 | 8 | 3 |

| 15 |

| 4 | 9 | 2 |

| 15 |

| 5 | 8 | 2 |

| 15 |